# Gara Paris-Montparnasse

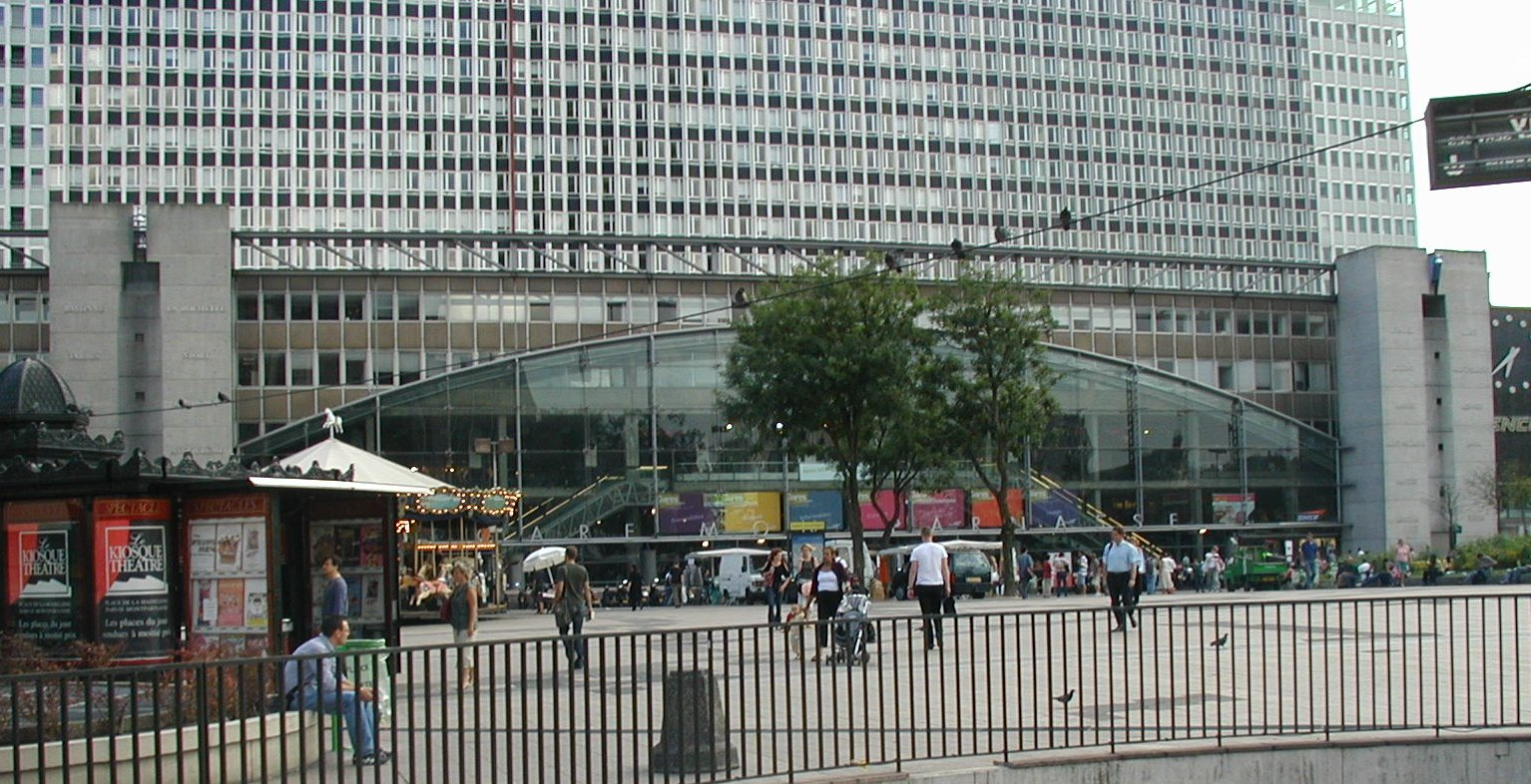
Faţada Gării Montparnasse

Gara Montparnasse (în franceză Gare Montparnasse) este una dintre cele șase terminale feroviare majore ale Parisului, situată în arondismentele 14 și 15. Ea a fost deschisă în 1840, reconstruită în 1852 și apoi reconstruită complet mai la sud în 1969. Un tren tras de o locomotivă cu aburi a deraiat în anul 1895 și s-a prăbușit prin pereții gării direct în stradă; există o fotografie binecunoscută a evenimentului și reproduceri la scară reală într-un muzeu feroviar din America de Sud.
Gara este folosită de trenurile intercity TGV care merg spre vestul și sud-vestul Franței, având ca destinații orașele Tours, Bordeaux, Rennes și Nantes, precum și de trenurile suburbane și regionale de pe rutele transilien Paris - Montparnasse. Ea este deservită de stația de metrou Montparnasse - Bienvenüe. După cum sugerează și numele, gara este situată în cartierul Montparnasse.

## Istoric

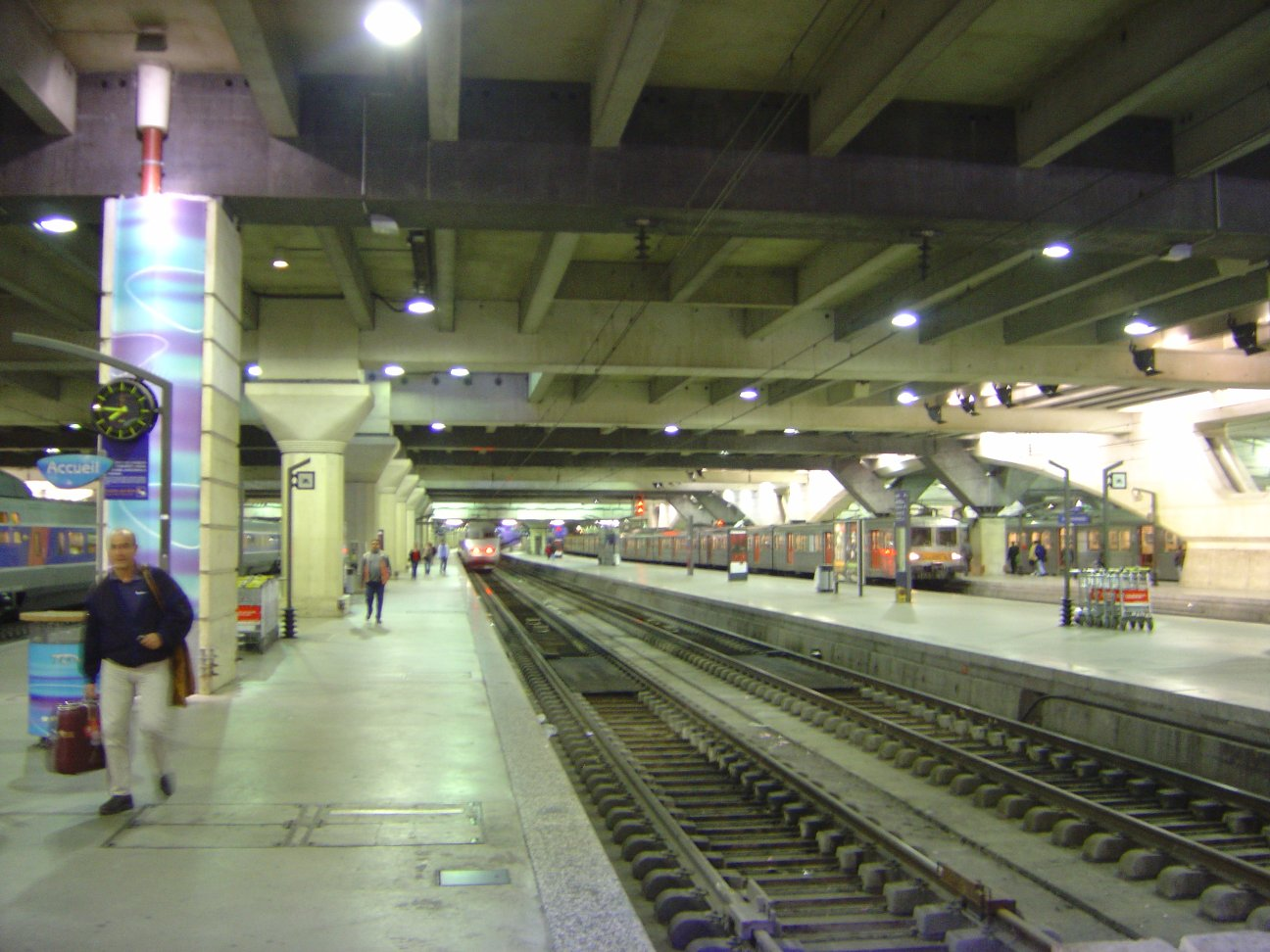
Terminalul TGV din Gara Montparnasse, Paris

Gara Montparnasse a fost deschisă în 1840 sub numele de Gare de l'Ouest,, fiind ulterior redenumită. O a doua stație a fost construită între 1848 și 1852. 
La 25 august 1944, guvernatorul militar german al Parisului, generalul von Choltitz, s-a predat cu garnizoana sa generalului francez Philippe Leclerc la vechea gară, după ce a refuzat să se supună ordinului direct al lui Adolf Hitler de a distruge orașul (vezi Eliberarea Parisului).
În anii 1960 a fost construită o gară nouă care a fost integrată într-un complex de clădiri de birouri. În 1969 gara veche a fost demolată și pe locul ei s-a construit Turnul Montparnasse. Un terminal nou a fost construit în 1990 pentru linia TGV Atlantique, de unde pleacă pentru trenuri spre sudul Franței.

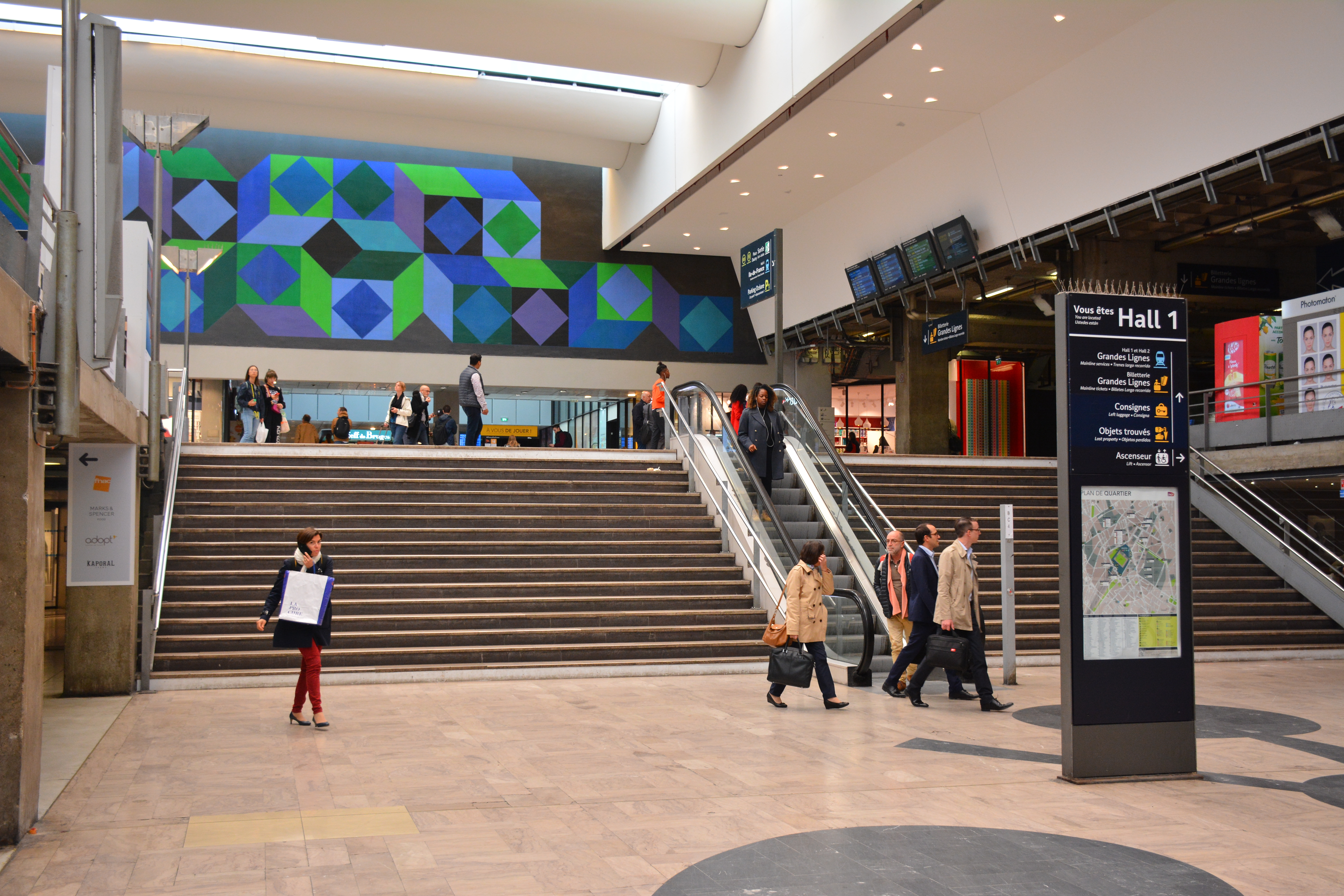
Spațiul central al stației
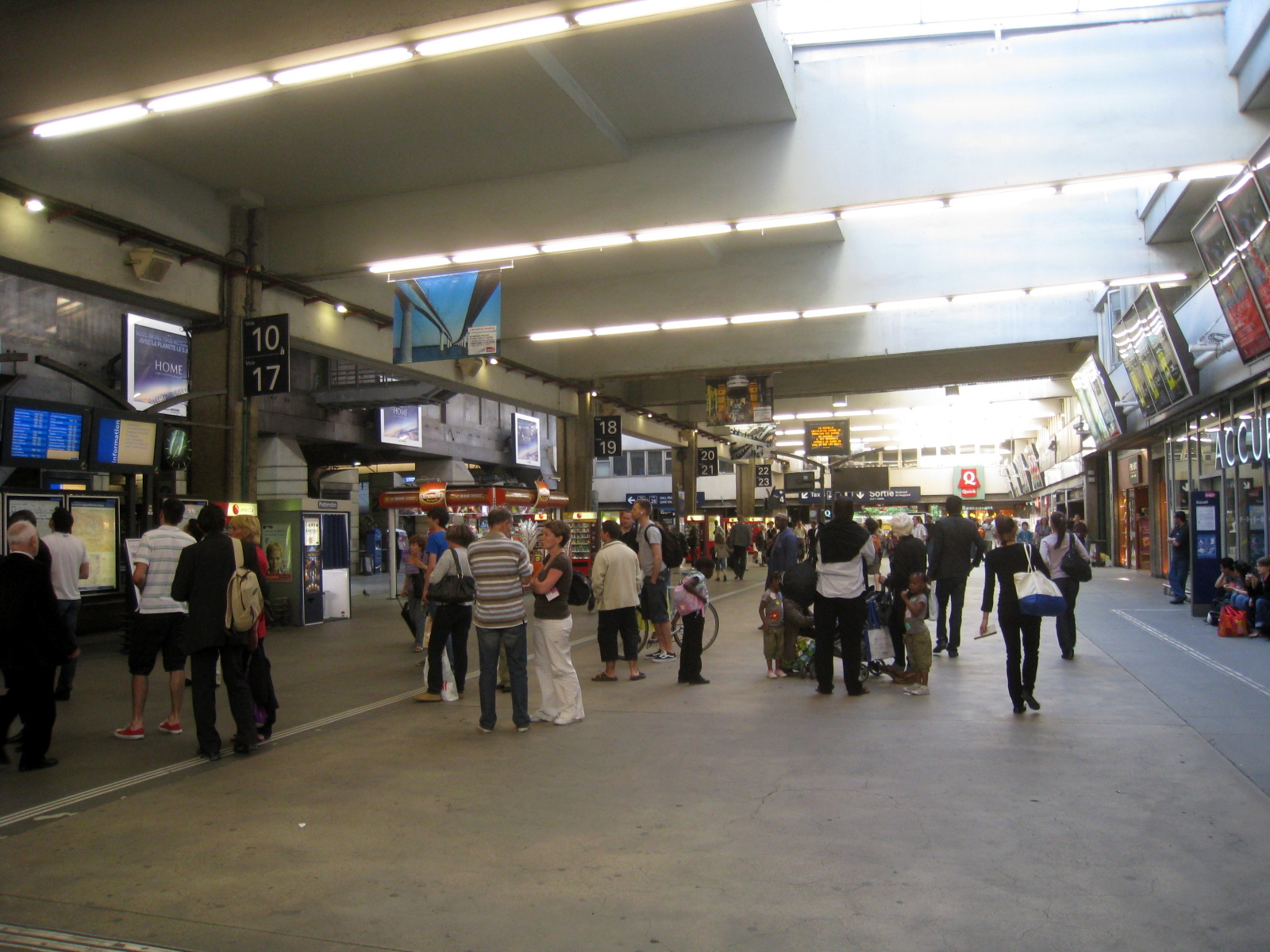
Peronul stației

## Deraierea din 1895

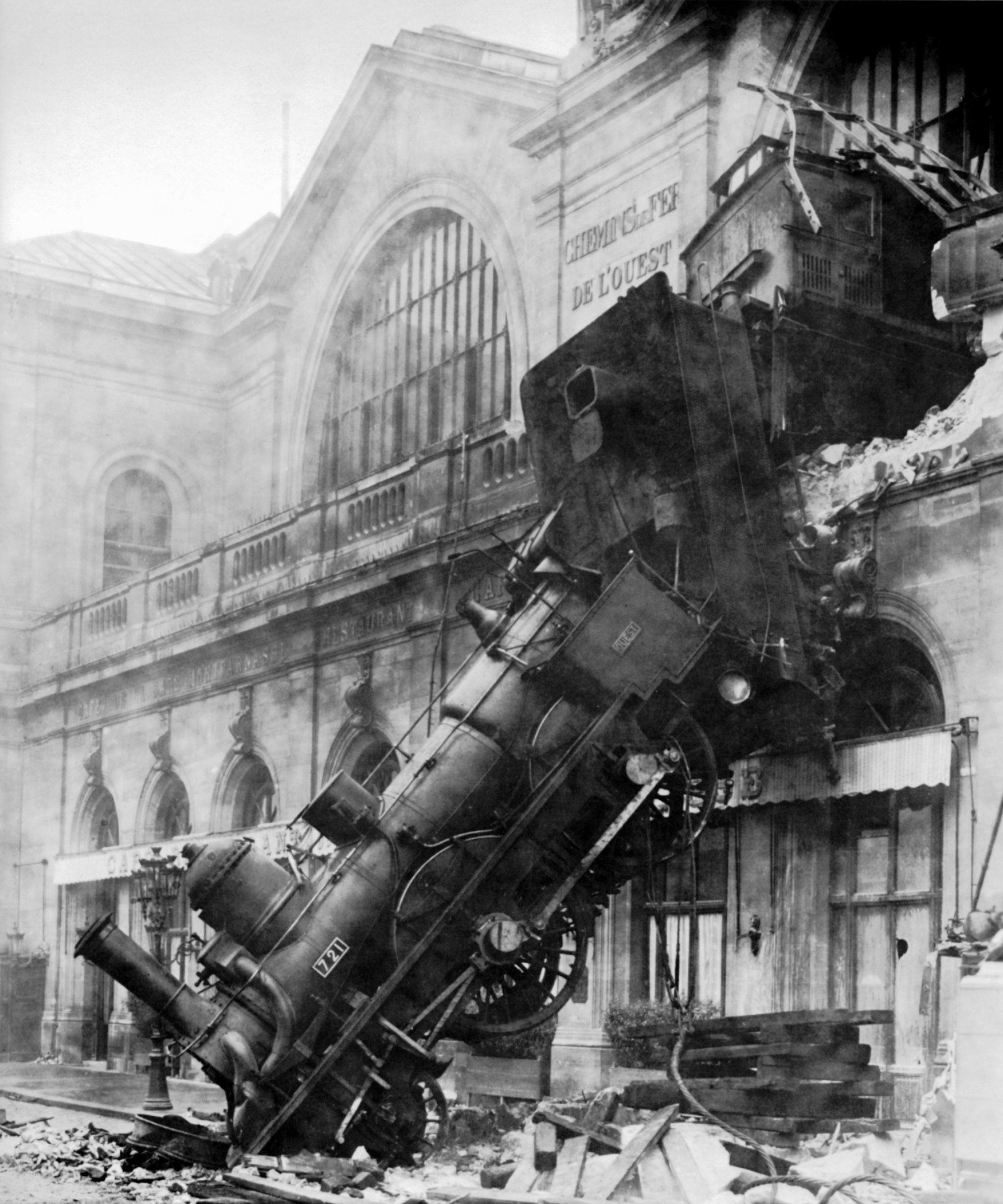
Epava trenului expres Granville–Paris pe 22 octombrie 1895

Gara Montparnasse a devenit renumită pentru deraierea pe 22 octombrie 1895 a trenului expres Granville-Paris, care a depășit opritorul tampon. Locomotiva a mai parcurs o distanță de aproape 30 de metri de locul unde trebuia să se oprească, a dărâmat un zid gros de 60 centimetri, a traversat o terasă și s-a prăbușit prin pereții stației, căzând în Place de Rennes de la înălțimea de 10 metri, unde s-a oprit în poziție oblică. Doi dintre cei 131 de pasageri au fost răniți, în afară de fochist și de cei doi conductori. Singura persoană decedată a fost o femeie aflată pe strada de dedesubt, Marie-Augustine Aguilard, care preluase temporar sarcina de muncă a soțului ei în timp ce el plecase să cumpere ziare. Ea a fost ucisă prin căderea zidăriei. Compania feroviară a plătit mai târziu cheltuielile de înmormântare și a oferit o pensie pentru cei doi copii ai ei. Accidentul a fost cauzat de o frână Westinghouse defectă și de mecanicul locomotivei, care accelerase încercând să recupereze o întârziere. Un conductor a primit o amendă de 25 de franci, iar mecanicul locomotivei o amendă de 50 de franci.
O replică a accidentului de tren a fost recreată în afara clădirilor muzeului Mundo a Vapor („Vaporul cu aburi”) din Brazilia, în statul cel mai sudic, Rio Grande do Sul, în orașul Canela.

## Linii regionale
În afară de trenurile naționale care pleacă din Montparnasse, SNCF, compania națională de căi ferate, operează o serie de linii regionale din această gară, care servesc suburbiile Parisului sau localități din împrejurimi.
- SNCF Gare Montparnasse - Dreux
- SNCF Gare Montparnasse - Mantes-la-Jolie
- SNCF Gare Montparnasse - Montfort l'Amaury Me
- SNCF Gare Montparnasse - Plaisir Grignon
- SNCF Gare Montparnasse - Rambouillet
- SNCF Gare Montparnasse - Sèvres Rive Gauche
- SNCF Gare Montparnasse - Versailles-Chantiers

## Legături externe
- Gare Montparnasse – current photographs and of the years 1900.
- Satellite image from Google Maps
- Mundo a Vapor Museum The Brazilian museum which contains the 1895 derailment accident replica.